# Москалик (поезія)
Москалик (пол. moskalik) — короткий, римований і дотепний вірш, який є пародією на фрагмент полонезу Костюшка, написаний Райнольдом Суходольським у 1831 році:
Хто сказав, що москалі
То є брати наші,
Тому першим в голову вистрелю
Перед костелом Кармелітів.
У перших двох рядках, починаючи зі слів «Хто сказав, що ...» або подібне, міститься деяка думка, яка зазвичай містить назву нації чи племені. У третій — погроза тому, хто її буде доставляти, у четвертій — місце, де це буде виконано (зазвичай церква чи інша церковна будівля). Система рими — абаб.
Ідея створення таких віршів народилася ще в 1950-х роках. Віслава Шимборська писала, що перший вірш склала або вона, або поет Адам Влодек (її чоловік). Назва москалики нібито виникла в листуванні між Міхалом Русінеком – секретарем Шимборської та Йоанною Щесною з «Gazeta Wyborcza». Вперше інформація про москаликів була опублікована в «Magazyn» при «Gazeta Wyborcza», а згодом там було надруковано низку віршів Шимборської, Станіслава Бараньчака, Міхала Русінека, Миколая Шиманського та Проберчика, які популяризували писання москаликів, як серед читачів, так і серед інших поетів. Окрім згаданих авторів, Едвард Бальцерзан, Станіслав Бальбус, Уршуля Козьол, Маріуш Парліцький. У 2003 році вийшла друком книжка Віслави Шимборської «Віршики для великих дітей», яка, окрім лімериків та інших нових літературних форм (зокрема лепєйов, одводек та альтруїків), містить також збірку з півтора десятка москаликів цієї лауреатки Нобелівської премії.